# Dahra (massís)
El Dahra (amazic: ⴹⴰⵀⵔⴰ; àrab: جبال الظهرة, jibāl aẓ-Ẓahra) és un massís muntanyós d'Algèria del nord de l'estat. S'hi parla amazic i antigament s'anomenava Maghrawa (amazic: ⴰⴷⵓⵔⴰⵔ ⵏ ⵎⴰⵖⵔⴰⵡⴰ; àrab: جبل مغراوة, jabal Maḡrāwa).

## Toponímia
Dahra és una paraula amaziga que significa ‘esquena’, en toponímia aquest terme designa un gran altiplà de baix relleu. A l'Àfrica del Nord, una altra àrea situada a l'est del Marroc duu el mateix nom.
Abans, la regió s'anomenava Bled Maghrawa.

## Geografia
El Dahra és un massís extens i variat que forma part de l'Atles Tell occidental. És cobert de boscos o conreus pobres i acull molts circs glacials i ports pesquers. S'estén des del uadi Djer a l'est fins a la desembocadura del Chelif a l'oest; des de la Mediterrània al nord fins al uadi Chelif al sud. Culmina a 1.550 metres, al mont Zaccar situat al nord de Mliana. Els altres pics principals són el mont Anneb (1.118 m), Bissa, El Gourin (736 m) i Arbal (1.095 m). Alguns massissos calcaris estan plens de coves. El sector costaner s'anomena «Cornisa de Dahra»: occidental, entre Ténès i Mostaganem; i oriental entre Ténès i Sersell.
Aquest massís constitueix una àrea molt accidentada, a cavall entre les províncies de Tipaza, Chlef, Ain Defla, Mostaganem, Relizane i Blida. La ciutat de Mostaganem es considera la capital de la zona.

## Història

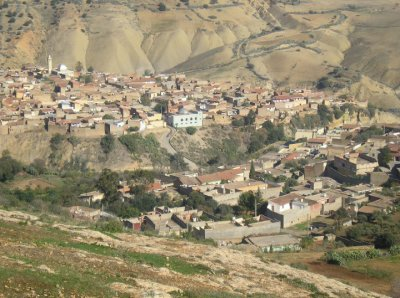
L'antiga ciutat de Mazouna

Durant el període romà, s'hi van explotar boscos de tuia. En el període otomà, dins la Regència d'Alger, Mazouna esdevingué la capital del beilicat occidental fins al 1701. En aquesta ciutat es fundà la confraria Sanusiyya.
A començament del segle xviii, Dahra proporcionava abundants cereals, bestiar, mel i cera. Poc abans del 1830, els viticultors de la costa de Ténès exportaven part de la producció a Portugal, Liorna i Marsella. El farratge abundant hi fomentà la cria de cavalls barbarescs i ramats de bestiar boví, oví i cabrú. L'artesania autòctona permetia alimentar el comerç intertribal i interregional.
Els Banī Mādūn i els Banī Zarwāl són considerades les tribus més fortes. Els Dahra (Bled Maghrawa) els va incorporar a l'aghalik de Sharg Abd el-Kader ibn Muhieddine. Després del Tractat de Tafna del 1837, Ténès i Sersell continuaren sent els únics ports a disposició de l'emir des d'on podia exportar llana i cereals a Alger o a l'estranger i donar servei a les províncies que encara eren lliures.
Durant la invasió d'Algèria per l'estat francés, a les coves de Dahra va tenir lloc l'episodi del fumeig de Dahra el 1845: una tribu aliada amb el xeic Boumaza es va refugiar, hòmens, dones i xiquets, a les coves, per escapar d'un cos de l'exèrcit francés comandat pel tinent coronel Aimable Pélissier. Va omplir les eixides amb fum, i asfixiaren gairebé mil persones. Només uns quants supervivents pogueren escapar del que va ser descrit per Napoleon Joseph Ney, par de França, com un «acte de crueltat inexplicable».
El 1884, el geògraf Élisée Reclus hi fundà una colònia anarquista. L'àrea va patir un declivi notable, i la major part del trànsit del Chelif es va dirigir cap als principals ports d'Alger i Orà.

## Pobles
Els habitants de Dahra són d'origen amazic, més particularment zenetes, i descendeixen dels Banou Ifren i dels Maghrawa.
Els habitants parlen un dialecte amazic anomenat shenwa a la part oriental, entre Bou Ismaïl (a 40 km a l'oest d'Alger) i Ténès (a 200 km a l'oest d'Alger). És, en extensió, la tercera regió d'Algèria, després d'Aurés i Cabília; i l'àrab algerià a l'oest de Ténès: en aquesta part, les ciutats de Ténès i Mostaganem han conservat dialectes àrabs sedentaris, però la majoria dels parlants amazics també són araboparlants. L'àrab que es parla en aquesta àrea és particular i una transició entre els dialectes del centre i els de l'oest, amb moltes paraules amazics (empényer = dímer, bolet = tareghla, vespa = arzouzi, etc.).
Al segle xx, la decadència econòmica provocà l'emigració del 1914 i del 1946 per a treballar a les obres de reconstrucció de l'estat colonial francés. El gruix dels ingressos dels emigrants s'enviava a les seues famílies i per comprar terres o bestiar.
La Guerra de la independència donà lloc, al districte de Ténès, a una de les taxes més altes d'agrupació de la població musulmana (69,6%).